# Isla Socorro
Isla Socorro is een eiland van de Revillagigedo-eilanden. Socorro ligt zo'n 600 kilometer ten westen van Mexico, en hoort bij dat land. Het eiland heeft een oppervlakte van 132 km².
Het hoogste punt van het eiland is de Cerro Evermann, een vulkaan van 1130 meter hoog. Dit is meteen ook het hoogste punt van de gehele archipel. De Evermann is een schildvulkaan. Deze is uitgebarsten in 1848, 1896, 1905, 1951 en het meest recentelijk in 2003. De Cerro Evermann is genoemd naar Barton Warren Evermann, een Amerikaanse wetenschapper die in het begin van de twintigste eeuw onderzoek deed op Socorro.
Socorro werd op 21 december 1533 ontdekt door Hernando de Grijalva. Hij noemde het eiland Santo Tomé. In 1608 kreeg Socorro haar huidige naam. Martín Yáñez de Armita noemde het naar zijn echtgenote. Letterlijk betekent het 'help'.
Sinds 1957 wordt het eiland bewoond door ongeveer 250 mensen. Deze zijn werkzaam bij de Mexicaanse marine, of familieleden van mensen die daar werkzaam zijn. Dit dorpje ligt op het westelijke deel van het eiland, ongeveer 800 meter van Kaap Regla, het zuidelijkste punt van Socorro. Voor de rest is het eiland onbewoond. Er is enige vegetatie, voornamelijk grassen en cactussen.